# Karlskrona artillerikår
Karlskrona artillerikår var ett artilleriförband inom Svenska flottan som verkade åren 1893–1901. Förbandsledningen var förlagd i Karlskrona garnison i Karlskrona

## Historik
Karlskrona artillerikår var avsedd till besättning i Karlskrona befästningar. Förbandet började uppsättas 1893 och utgjordes av fyra kompanier med tillsammans 360 man värvade och ständigt tjänstgörande artillerister.  Kåren uppgick 1902 i det då bildade Karlskrona kustartilleriregemente (KA 2).

## Förläggningar och övningsplatser
I samband med att Karlskrona artillerikår bildades förlades artillerikåren till den så kallade Garnisonskasernen längs Kyrkogatan i Karlskrona. Kasernen kom från 1955 att kallas för Bataljon Sparre. År 1895 flyttade artillerikåren till en nyuppförd kasern vid Vallgatan. Kasernen blev från 1955 känd som Najaden och ingår med sin systerkasern Jarramas från 1905 i det som kallas Bataljon af Trolle eller Kasern af Trolle. Artillerikåren var förlagd vid Vallgatan fram till att den avvecklades. Kasernerna övertogs 1902 av Karlskrona kustartilleriregemente.

## Förbandschefer
- 1893–1901: Anders Fredrik Centervall

## Namn, beteckning och förläggningsort
| Karlskrona artillerikår | 1893-01-01 | – | 1901-12-31 |

| Karlskrona garnison (F) | 1893-01-01 | – | 1901-12-31 |

## Galleri

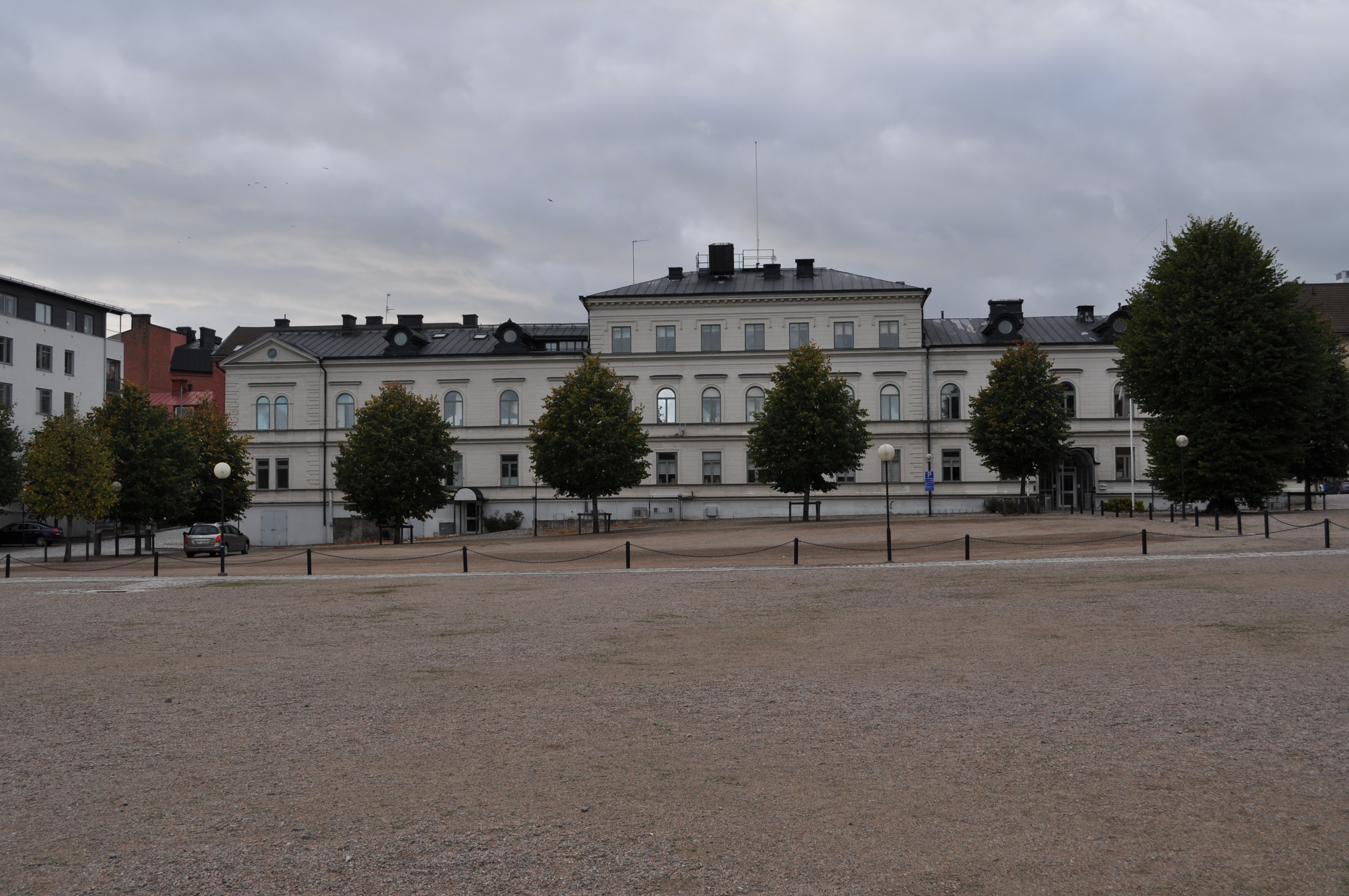
Kanslibyggnaden vid Bataljon Sparre
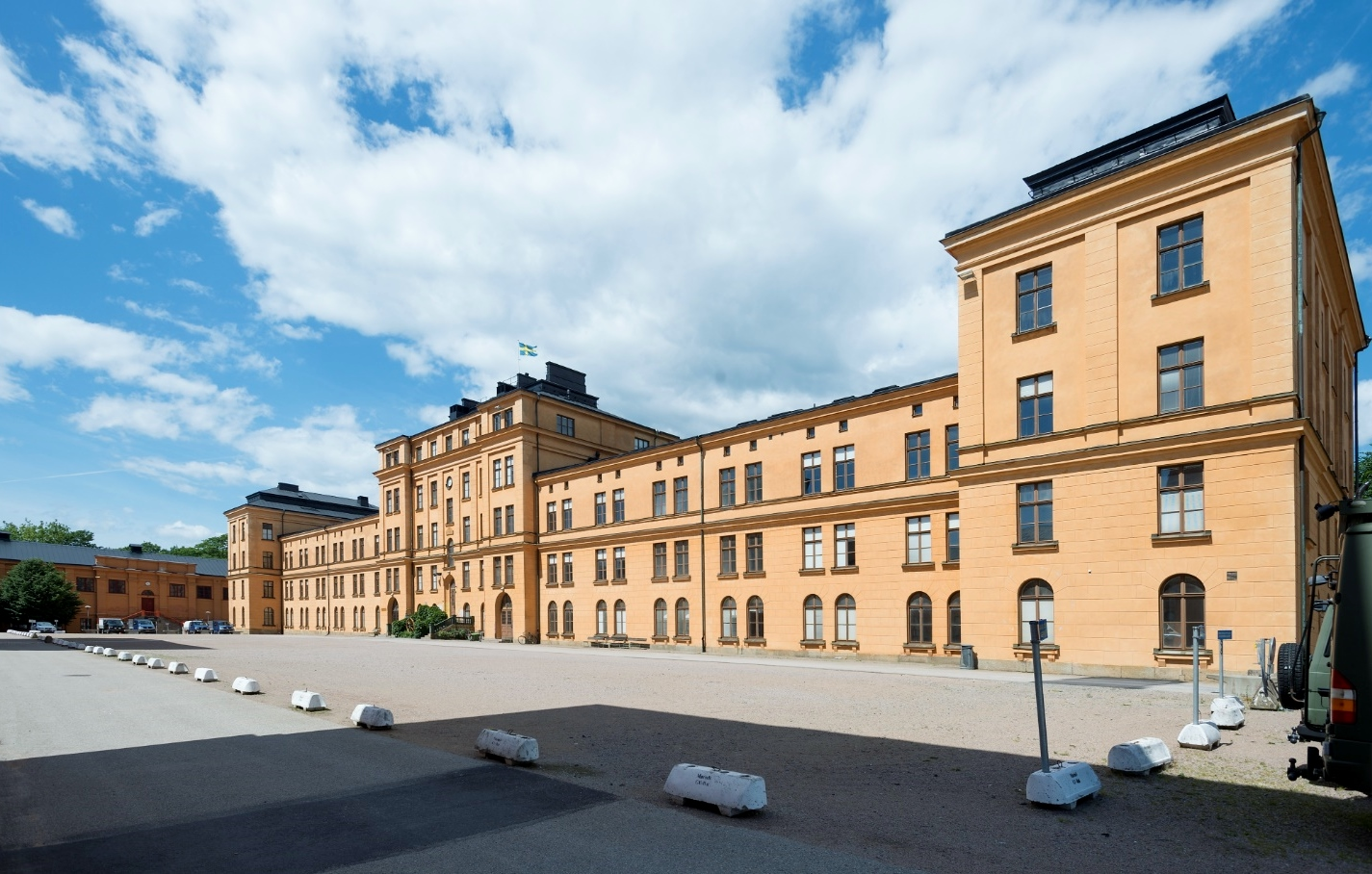
Kasern Najaden vid Bataljon af Trolle
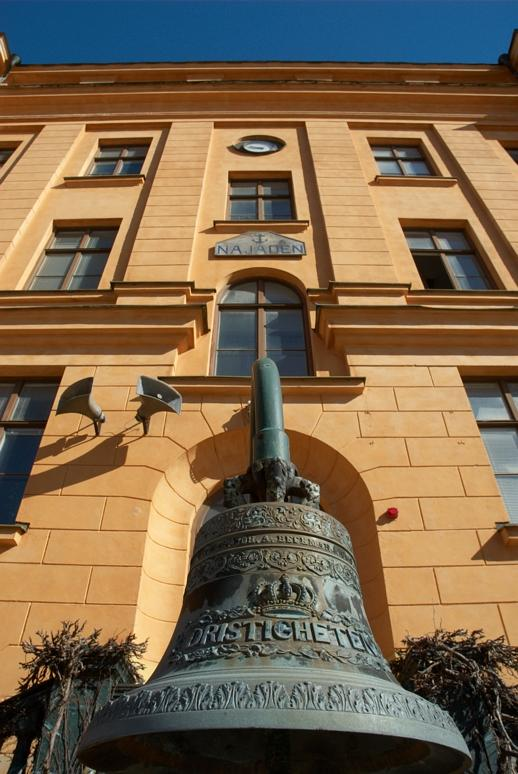
Kasern Najaden
Skärgårdsartillerist 1902